# Jagdgeschwader 106
106-та винищувальна ескадра (нім. Jagdgeschwader 106 (JG 106) — навчальна винищувальна ескадра Люфтваффе, що існувала у складі повітряних сил вермахту за часи Другої світової війни.

## Історія
106-та винищувальна ескадра заснована 20 березня 1943 року на основі штабу 6-ї школи винищувальної авіації (нім. Stab/Jagdfliegerschule 6 (JFS6) на аеродромі Лахен-Шпеєрдорф (Нойштадт-ан-дер-Вайнштрассе).

## Командування

### Командири
штаб (Stab/JG 106)
- оберстлейтенант Геннінг Штрюмпелль (нім. Henning Strümpell) (20 березня 1943 — 28 вересня 1944);
- оберстлейтенант Ганс-Генріх Бруштеллін (нім. Hans-Heinrich Brustellin) (29 вересня 1944 — лютий 1945);
- оберстлейтенант Герберт Венельт (нім. Herbert Wehnelt) (лютий — 16 квітня 1945).

1-ша група (I./JG 106)
- майор Ганс Мілан (нім. Hans Mihlan) (20 березня — 22 червня 1943);
- майор Карл-Гайнц Шнелль (нім. Karl-Heinz Schnell) (23 червня — 9 липня 1943);
- гауптман Фрідріх Керкманн (нім. Friedrich Kerkmann) (10 липня — 28 вересня 1943);
- майор Карл-Гайнц Шнелль (29 вересня 1943 — 31 липня 1944);
- гауптман Макс Бухольц (нім. Max Buchholz) (1 серпня 1944 — 16 квітня 1945).

2-га група (II./JG 106)
- майор Франц Змолле (нім. Franz Smolle) (15 жовтня 1944 — 10 січня 1945);
- гауптман Еріх Фолльмер (нім. Erich Vollmer) (11 січня — березень 1945);
- оберлейтенант Гельмут Найцке (нім. Helmut Neitzke) (березень — 16 квітня 1945).

## Бойовий склад 106-ї винищувальної ескадри
- Штаб (Stab/JG 106)
- 1-ша група (I./JG 106)
- 2-га група (II./JG 106)

## Основні райони базуванняштабу106-ї винищувальної ескадри[1]
| Час                              | Місто           |
| -------------------------------- | --------------- |
| 20 березня 1943 — 20 червня 1944 | Лахен-Шпеєрдорф |
| 21 червня 1944 — 16 квітня 1945  | Бад-Шуссенрід   |